# PL-7
PL-7 (霹雳-7) はフランスのMagic R.550 空対空ミサイルの中国版である。

## 概要
短射程の赤外線誘導式ミサイルで中国の戦闘機で使用される。Wu Shendaoによって設計され、第331工場(中国株洲航空发动机厂)で製造される。

## 仕様
- 全長 - 2.74 m
- 直径 - 157 mm
- 翼幅 - 0.66 m
- 重量 - 89 kg
- 弾頭  - 12.5 kg
- 速度 - マッハ 2.5
- 射程 - 0.5 から 14 km
- 誘導 - 赤外線誘導

## 運用の歴史
2000年末から2001年にかけて第二次コンゴ戦争でウガンダのMiG-21に対してジンバブエのBAe ホークが護衛任務においてPL-7を携行していたと報じられた。